# Villa Moschini
Villa Moschini (o Villa Parco Moschini) è una storica villa di Goito, in provincia di Mantova, situata nelle immediate vicinanze del centro della città. È stata una delle numerose residenze di campagna appartenute ai Gonzaga di Mantova.
La prima costruzione, con vasto parco, venne edificata nel 1460 per volere del marchese di Mantova Ludovico III Gonzaga su disegno dell'ingegnere Giovanni da Padova. Venne successivamente ampliata ed abbellita dai suoi successori, Francesco II Gonzaga, che la utilizzò come residenza di caccia e soprattutto Guglielmo Gonzaga. Nella realizzazione della villa furono utilizzati i migliori architetti (Luca Fancelli, Antonio Maria Viani) e pittori di corte Gonzaga (Teodoro Ghisi, Ippolito Andreasi). Il disastroso terremoto del 6 luglio 1693 provocò il crollo del tetto e danneggiò alcune stanze e le sorti della villa furono segnate dal declino dei Gonzaga (1708). Nel 1735 le truppe di occupazione del Regno di Sardegna devastarono e spogliarono l'edificio che crollò dopo poco tempo.
A fine XVIII secolo la villa venne riedificata in stile neoclassico dagli architetti mantovani Giuseppe Crevola e Giovanni Battista Marconi, con il contributo di Leopoldo Pollack per la realizzazione del parco.
Fu di proprietà dei conti D'Arco e Cocastelli e a fine Ottocento la villa passò di proprietà della famiglia Moschini.